# Rudolf Pittrich
Rudolf Pittrich (* 19. Juni 1935 in Garmisch-Partenkirchen) ist ein ehemaliger deutscher Eishockeyspieler.

## Karriere

### Verein
Pittrich gehörte seit 1952 dem Kader der Oberligamannschaft des SC Riessersee an. Mit dem Klub wurde er zwischen 1953 und 1958 viermal Vizemeister der Oberliga. Nach Gründung der Eishockey-Bundesliga wurde er mit Riessersee 1960 Deutscher Meister.
1963 wechselte Pittrich zum Ligakonkurrenten EC Bad Tölz, mit dem er 1966 ebenfalls deutscher Meister und bis 1967 drei weitere Male Vizemeister wurde. 1968 ließ er seine Karriere in seinem Heimatort beim SC Garmisch-Partenkirchen ausklingen, den er zum Aufstieg in die Oberliga führte.
Nach Ende seiner aktiven Laufbahn als Spieler trainierte er in der Saison 1972/73 für eine Spielzeit den mittlerweile in EV Mittenwald umbenannten Klub.

### Nationalmannschaft
Im Alter von 19 Jahren wurde Pittrich 1954 erstmals in die deutsche Nationalmannschaft berufen. Er nahm an den Olympischen Winterspielen 1956 in Cortina d’Ampezzo teil, wo er im letzten Spiel der Vorrunde beim 7:0 gegen Österreich den zweiten deutschen Treffer erzielte. Bei der Eishockey-Weltmeisterschaft 1962 stand er ebenfalls im deutschen Aufgebot. Im entscheidenden Qualifikationsspiel zur Teilnahme an der Eishockey-Weltmeisterschaft 1965 gegen Norwegen erzielte er den deutschen Führungstreffer. Dennoch verlor Deutschland das Spiel mit 4:5 und nahm an der B-Weltmeisterschaft teil.
Bis 1965 bestritt Pittrich 44 Spiele für die deutsche Eishockeynationalmannschaft, in denen er 15 Tore erzielte.

## Erfolge
- Deutscher Meister: 1960 und 1966
- Torschützenkönig der Eishockey-Bundesliga: 1965